# Toquí olivaci
El toquí olivaci (Arremonops rufivirgatus) és una espècie d'ocell de la família dels passerèl·lids (Passerellidae) que habita el bosc caducifoli i matolls del sud de Texas, Mèxic, al vessant del Pacífic i del Golf de Mèxic, Península del Yucatán i Chiapas, Guatemala, Belize i nord-oest de Costa Rica.

## Descripció
Pardal d'uns 15cm de mida i poc vistós que es troba als matollars. Majorment gris amb l'esquena més verda, plomes inferiors de la cua beix i ratlles color cafè al cap. Cua força llarga. No presenta dimorfisme sexual. Els juvenils són més beix i estriats. Comú a Mèxic, però amb rang limitat als Estats Units.
Normalment s'observa movent-se tranquil·lament pel sotabosc. Té un comportament amagadís i el reclam és suau, sovint passa desapercebut en la majoria de les estacions; a la primavera, però, el cant amb «xip» accelerats pot ser conspicu. Malgrat el nom en anglès “Olive sparrow”, aquest ocell probablement està més relacionat amb els toquís dels gèneres Pipilo o Melozone que amb els pardals.

## Habitat
Bosc i sotabosc, matolls de males herbes. Al sud de Texas, viu al sotabosc de boscos densos i baixos i en zones de brolles natives baixes. Més al sud, als tròpics, habita boscos més secs i matolls semioberts, evitant el bosc tropical humit.

## Comportament

### Posta
Pon de 3 a 5 ous, normalment 4. Són de color blanc brillant, sense marques. El període d'incubació i els papers dels pares en la incubació no són ben coneguts.

### Poll
Probablement els dos pares alimenten els cries. Les parelles probablement fan dues postes per any.

### Alimentació
La major part de la cerca d'alimentació la fa a terra, sota matolls densos o prop de les vores. Sovint s'alimenta com un toquí, gratant amb els peus entre la fullaraca. Els membres d'una parella poden buscar menjar junts.

### Dieta
Probablement insectes i llavors. Es creu que la dieta són principalment insectes (incloses les erugues) i en menys quantitat, plantes silvestres.

### Nidificació
Poc se sap dels hàbits de nidificació. Els ocells poden romandre en parelles o en petits grups durant l'hivern, separant-se en parelles aïllades a la primavera. Els mascles canten a la primavera per defensar els territoris de nidificació. El lloc del niu es troba en matolls densos, generalment col·locats en arbusts o cactus, normalment a 60 o 90 cm sobre terra, però de vegades fins a 1,5 mt d'alçada. El niu és gran per a la mida de l'ocell, una copa voluminosa amb una cúpula a sobre, de manera que l'entrada és lateral; fet de tiges de males herbes seques, herba, branquetes, fulles, tires d'escorça, folrat d'herba fina i de vegades amb pèl.

## Taxonomia
Segons l'autoritats taxonòmica que es consulti, reconeixen vuit subespècies o nou:
- A. r. rufivirgatus (Lawrence, 1851) sud de Texas i nord-est i est de Mèxic. Inclou A. r. ridgwayi (Brush, 2013).[6]
- A. r. crassirostris (Ridgway, 1878) sud-est de Mèxic.
- A. r. rhyptothorax (Parkes, 1974 nord de la península del Yucatán (sud-est de Mèxic.)
- A. r. verticalis (Ridgway, 1878) Tabasco i sud de la península del Yucatán (sud-est de Mèxic), Guatemala i Belize.
- A. r. sinaloae (Nelson, 1899) oest de Mèxic.
- A. r. sumichrasti (Sharpe, 1888) sud-oest de Mèxic.
- A. r. chiapensis (Nelson, 1904) sud de Mèxic.
- A. r. superciliosus (Salvin, 1865) oest de Costa Rica.